# Lalisa
Lalisa es el álbum sencillo debut de la cantante tailandesa como solista Lisa, miembro del grupo Blackpink. Fue publicado el 10 de septiembre de 2021 a través de YG Entertainment e Interscope Records, e incluye su pista principal homónima, «Lalisa».
La versión física debutó en el número uno en la lista Gaon Album Chart de Corea del Sur, convirtiéndose en el álbum más vendido por una solista femenina en la historia de la lista, y estableció el récord de ventas más altas en la primera semana entre todos los actos femeninos, con 736,221 copias vendidas.
«Lalisa» fue lanzado como el sencillo principal el mismo día que se lanzó el álbum. La canción debutó en el número 2 en Billboard Global 200 y en la lista Billboard Global Excl. U.S., y en el número 84 del Billboard Hot 100 de EE. UU. La pista del lado B, «Money», alcanzó los números 10 y 7 en Billboard Global 200 y Billboard Global Excl. U.S..

## Antecedentes y lanzamiento
El 30 de diciembre de 2020, YG Entertainment, sello discográfico de Blackpink, confirmó que, tras el lanzamiento de su primer álbum larga duración, The Album, Rosé,  Lisa y Jisoo, en ese orden, se preparaban para sus debuts en solitario. Tras el lanzamiento del primer álbum sencillo de Rosé, el 12 de marzo de 2021, el medio surcoreano OSEN informó que Lisa filmaría el vídeo musical de su próxima canción en solitario durante esa semana y ya se preparaba para hacer su debut en solitario ese verano.
El 23 de agosto de 2021 a la medianoche, a través de las redes sociales oficiales del grupo se lanzó un primer póster como adelanto para su debut en solitario, en donde solo se aprecia una imagen de la cantante con la frase «coming soon» («pronto»). Luego, el 26 de agosto, un nuevo póster reveló finalmente que su fecha de lanzamiento oficial sería el 10 de septiembre de 2021, y que consistiría en un álbum sencillo titulado Lalisa, en referencia a su nombre tailandés de nacimiento, Lalisa Manoban.
El 28 de agosto fue lanzado un adelanto visual de 26 segundos, «en un escenario enigmático, con Lisa sobre una plataforma bañada en una iluminación de color rojo intenso, mientras que destellos de truenos y relámpagos proporcionan ruido de fondo», según consignó Billboard.
El 9 de septiembre se informó que Lisa había participado en muchos aspectos del proceso de producción del álbum, incluyendo la coreografía del vídeo musical, el estilo y el diseño de la portada. «Al igual que con la música, también escondió un mensaje cálido de que todos puedan vivir una vida de amor por sí mismos», señaló YG Entertainment.
En marzo de 2022 se anunció el lanzamiento de una edición especial de solo 3,270 copias de su LP, en conmemoración del cumpleaños de Lisa, ha ser lanzado el 28 de marzo de 2022.

## Rendimiento comercial
Luego de 24 horas tras el anuncio del nuevo álbum, el portal de ventas Ktown4u reportó más de 100.000 copias realizadas como preventas, mientras que en cuatro días, YG Entertainment informó un total de 800.000 pedidos anticipados de su álbum, incluyendo Corea del Sur, Asia, Europa y América del Norte, convirtiéndose en la cifra más alta en preventas para el álbum de un solista de k-pop. La lista musical Hanteo, que contabiliza en tiempo real las ventas de álbumes del K-pop, informó que el álbum vendió 330,129 copias en el primer día de su lanzamiento; la versión regular del álbum vendió 309,827 copias, mientras que la versión KiT vendió 20,302. Las dos versiones obtuvieron el primer y segundo lugar, respectivamente, en la lista diaria de álbumes físicos de Hanteo Chart para el 10 de septiembre. Tras la primera semana de ventas, Hanteo informó que Lalisa se había convertido en el álbum más vendido de una solista femenina en la historia de su lista musical, con más de 736,000 copias vendidas.
El álbum obtuvo el primer lugar en la lista musical de iTunes en más de 60 países, incluyendo Suecia, Filipinas, Brasil, Chile, Indonesia, Malasia, Noruega, Qatar, Taiwán, Singapur, Vietnam, Arabia Saudita, Emiratos Árabes Unidos, Tailandia y Perú, entre otros. En Corea del Sur, debutó en el primer lugar en la lista semanal de álbumes de Gaon Album Chart.
El 28 de septiembre, YG Entertainment informó que el álbum sencillo había vendido alrededor de 950.000 copias en todo el mundo.

## Lista de canciones
| CD    |                         |                        |                              |           |          |  |
| N.º   | Título                  | Letras                 | Música                       | Arreglos  | Duración |  |
| 1.    | «Lalisa»                | Teddy Park, Bekuh BOOM | 24, Bekuh BOOM, Teddy Park   | 24        | 3:20     |  |
| 2.    | «Money»                 | Bekuh BOOM, Vince      | 24, Bekuh BOOM, R.Tee, Vince | 24, R.Tee | 2:48     |  |
| 3.    | «Lalisa» (Instrumental) |                        | 24, Bekuh BOOM, Teddy Park   | 24        | 3:20     |  |
| 4.    | «Money» (Instrumental)  |                        | 24, Bekuh BOOM, R.Tee, Vince | 24, R.Tee | 2:48     |  |
| 12:16 |                         |                        |                              |           |          |  |

## Reconocimientos

### Premios y nominaciones
| Año  | Evento                 | Premio                                | Resultado | Ref.   |
| ---- | ---------------------- | ------------------------------------- | --------- | ------ |
| 2021 | Asian Pop Music Awards | Top 20 Álbumes del año - Extranjero   | Ganador   | [ 21 ] |
| 2021 | Hanteo Music Awards    | Initial Chodong Récord Award - Top 10 | Ganador   | [ 22 ] |

## Posicionamiento en listas

### CD version
| Lista (2021)                     | Mejor posición |
| -------------------------------- | -------------- |
| Corea del Sur (Gaon Album Chart) | 1              |

### Kit version
| Lista (2021)                     | Mejor posición |
| -------------------------------- | -------------- |
| Corea del Sur (Gaon Album Chart) | 4              |

## Certificaciones
| País                                               | Organismo certificador | Certificación | Ventas certificadas | Ref.   |
| Ventas                                             | Ventas                 | Ventas        | Ventas              | Ventas |
| -------------------------------------------------- | ---------------------- | ------------- | ------------------- | ------ |
| Corea del Sur                                      | KMCA                   | 3xPlatino     | 750 000*            | [ 23 ] |
| *Cifras de ventas basadas solo en certificaciones. |                        |               |                     |        |

## Historial de lanzamiento
| País           | Fecha                    | Formato                       | Sello                                |
| -------------- | ------------------------ | ----------------------------- | ------------------------------------ |
| Varios         | 10 de septiembre de 2021 | CD Descarga digital streaming | YG Entertainment, Interscope Records |
| Japón          | 2 de octubre de 2021     | Maxisencillo                  | YG Entertainment, Interscope Records |
| Estados Unidos | 12 de noviembre de 2021  | CD                            | YG Entertainment, Interscope Records |
| Corea del Sur  | 27 de diciembre de 2021  | LP                            | YG Entertainment, Interscope Records |
| Varios         | 28 de marzo de 2022      | LP edición especial           | YG Entertainment, Interscope Records |